# Adrian Mole
Adrian Mole är en litterär figur skapad av den brittiska författaren Sue Townsend. Hans stora kärlek heter Pandora. Han förekommer i böckerna
- Min hemliga dagbok – Adrian 13 3/4 år
- Unge Adrians lidanden
- Adrian Moles bekännelser
- Adrian Moles ljuva liv
- Adrian Mole 30 1/4 i cappucinoåldern

TV-serien Adrian Moles hemliga dagbok sändes i SVT första gången 1987.